# 서양벌노랑이

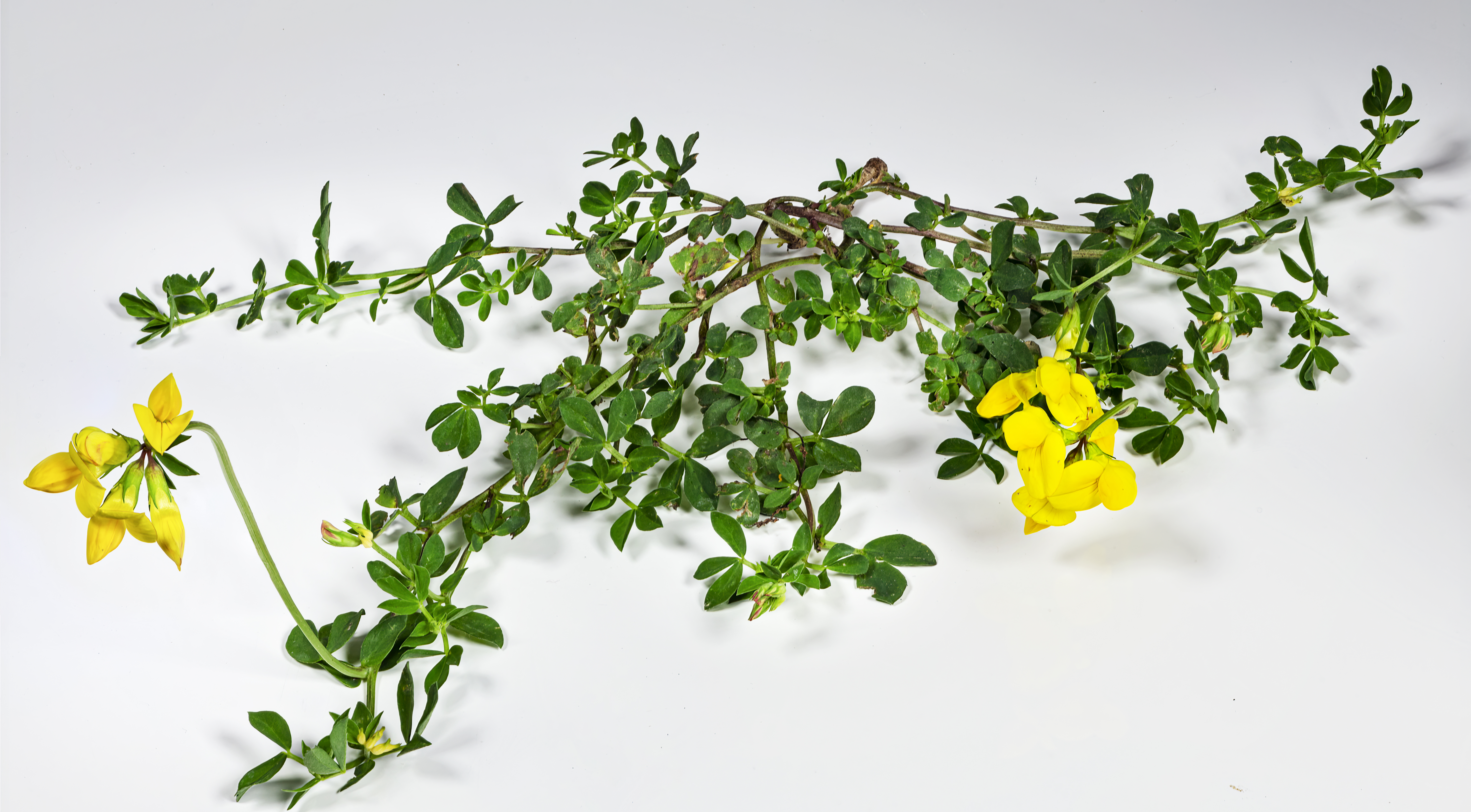

서양벌노랑이, 노랑들콩, 로터스 코니큘라투스(Lotus corniculatus)는 온대 유라시아와 북아프리카의 초원에 자생하는 완두콩과 콩과의 속씨식물이다.
일부 토끼풀과 모양이 비슷한 다년생 초본 식물이다. '새의 발'(bird's foot)이라는 일반명으로 부르는데 이 이름은 줄기에 씨앗 꼬투리가 나타나는 것을 의미한다. 잎은 5개가 있지만 가운데 3개가 다른 잎 위에 눈에 띄게 붙어 있어 'trefoil'이라는 이름이 사용되었다. 이 식물은 종종 마초로 사용되며 팽만감이 없는 특성으로 인해 가축 사료로 널리 사용된다.

## 설명
식물의 높이는 5~20cm(2~8인치)로 다양하며 때로는 다른 식물이 지탱하는 경우 더 높기도 한다. 줄기의 길이는 최대 50cm(20인치)에 이른다. 일반적으로 주변 초원의 높이에 펼쳐져 있다. 상당히 가까이에서 풀을 뜯고, 짓밟고, 잔디를 깎아도 살아남을 수 있다. 모래 토양에서 가장 흔히 발견된다. 6월부터 9월까지 꽃이 핀다. 꽃은 작은 완두콩 모양의 꼬투리 또는 콩과 식물로 발전한다.